# Bactra robustana
Bactra robustana es una especie de polilla del género Bactra, categorizada en la tribu Olethreutini, de la subfamilia Olethreutinae.

## Distribución
Se distribuye por Rusia.

## Taxonomía
Fue descrita por Christoph en 1872 y publicada en (Aphelia), Horae Soc. ent. Ross. 9: 13.